# Kumhari
Kumhari é uma cidade e uma nagar panchayat no distrito de Durg, no estado indiano de Chhattisgarh.

## Geografia
Kumhari está localizada a 21° 16′ N, 81° 31′ L. Tem uma altitude média de 285 metros (935 pés).

## Demografia
Segundo o censo de 2001, Kumhari tinha uma população de 29 737 habitantes. Os indivíduos do sexo masculino constituem 52% da população e os do sexo feminino 48%. Kumhari tem uma taxa de literacia de 63%, superior à média nacional de 59,5%: a literacia no sexo masculino é de 71% e no sexo feminino é de 54%. Em Kumhari, 16% da população está abaixo dos 6 anos de idade.